# La ciudad y los perros (novela)
La ciudad y los perros es la primera novela del escritor peruano Mario Vargas Llosa. Ganadora del Premio Biblioteca Breve en 1962, fue publicada en octubre de 1963 y obtuvo también el Premio de la Crítica Española. Se había titulado La morada del héroe y luego Los impostores. Su importancia es trascendental, pues abrió un ciclo de modernidad en la narrativa latinoamericana. A la par, con otras obras de diversos autores de América Latina, dio inicio al boom latinoamericano. Ha tenido múltiples ediciones, traducida a decenas de idiomas.

## Publicación
Mario Vargas Llosa estudió dos años de secundaria en el Colegio Militar Leoncio Prado, entre 1950 y 1951, vivencia o “aventura” (como él la llama) que lo marcó en lo profundo, al punto que cuando años después estuvo convencido de que sería escritor (hacia 1956), tuvo muy en claro que su primera novela debía basarse en esa experiencia. Razones de tiempo impidieron que entonces se pusiera manos a la obra. Recién cuando partió becado a España, pudo disponer de tiempo. Comenzó a escribirla en el otoño de 1958 en Madrid, en una tasca de Menéndez y Pelayo llamada «El Jute», que hoy es un restaurante con otro nombre, y la terminó en el invierno de 1961, en una buhardilla de París.
El proceso de escritura y reescritura de esta obra fue muy agobiante. Vargas Llosa lo confesó a Abelardo Oquendo en una carta que le escribió a principios de 1959:

En la novela avanzo y me retuerzo. Me cuesta mucho trabajo… Me paso horas enteras corrigiendo una página o tratando de cerrar un diálogo y de pronto me lanzo a escribir sin parar una docena de páginas. No tengo la menor idea acerca de cómo está saliendo, pero me siento embriagado. Escribir es lo único realmente apasionante que existe.

El borrador abarcaba 1200 páginas que presentó a editoriales españolas y latinoamericanas, pero todas la rechazaron. Si bien en España acababa de ganar el premio Leopoldo Alas gracias a su libro de cuentos Los Jefes (1959), con su primera novela surgía un escollo difícil de superar: la censura franquista. En París hizo leer su manuscrito al hispanista francés Claude Couffon, que quedó encantado con el relato y le sugirió que encargara su publicación al editor Carlos Barral, de Seix Barral en Barcelona, el único que encontraría el modo de evadir la censura.
Antes de leerlo, Barral recibió de sus asesores un informe muy negativo sobre la obra. Pese a ello, un día en que se encontraba aburrido, encontró el original en el cajón de un escritorio de su oficina. Desde el primer momento, quedó maravillado con la narración, se propuso hacer todo lo que estuviera a su alcance para difundirla. Sugirió a Mario que antes presentara la novela al Premio Biblioteca Breve, y tal como lo había previsto, resultó ganadora. Un miembro del jurado, el célebre crítico español José María Valverde, dijo que la obra era «la mejor novela de lengua española, desde Don Segundo Sombra» (1926).
Luego de largas negociaciones para esquivar la censura, fue publicada en 1963. Obtuvo enseguida el Premio de la Crítica Española, y estuvo a punto de obtener el Premio Formentor, perdió por un voto.

## Origen del título
El primer título que tanteó el escritor fue La morada del héroe, que cambió por Los impostores, aunque sin quedar satisfecho. En Lima se encontró con su amigo, el crítico peruano José Miguel Oviedo, a quien consultó sobre tal disyuntiva. Oviedo, que la había leído con un grupo reducido de amigos, sugirió el nombre de La ciudad y las nieblas, por alusión a la niebla que siempre cubre la zona costera donde se halla el colegio militar y que es aludida con frecuencia en la novela. Como no convencía a Mario, Oviedo se sacó de la manga otro nombre, La ciudad y los perros, por alusión a los “perros” o cadetes de tercer año, personajes de la novela. Mario, entusiasmado, exclamó entonces: «¡Ese es el título!», y así fue como quedó bautizada.

## Argumento
La obra está ambientada en el Colegio Militar Leoncio Prado, donde adolescentes y jóvenes internos reciben formación escolar secundaria bajo una severa disciplina militar. Se narran las historias de muchachos que descubren y aprenden a convivir con una forma de vida alienante que no les permite desarrollarse como personas, donde se les somete y humilla. No obstante, a través de este sistema, algunos encuentran la fortaleza para asumir sus retos.
Vargas Llosa critica la forma de vida y cultura castrenses, donde se potencian valores determinados (agresividad, valentía, hombría, sexualidad, etc.) que mutilan el desarrollo personal de los muchachos de ese internado. Con gran profusión de personajes, las vidas de estos se van entrecruzando, hasta tejer el tapiz de la obra. El nudo del relato se concentra en torno al robo de las preguntas de un examen, que es delatado por un cadete apodado el Esclavo, quien luego muere, se presume que a manos de otro cadete, el Jaguar. Un tercero, el Poeta, tratará de denunciar al Jaguar. Todo enfrentará a los cadetes entre sí, y a ellos con las autoridades del colegio, oficiales del ejército. El epílogo de la novela certifica lo que ha sido el colegio para los protagonistas: una estación de paso que los ha formado o deformado, para integrarlos a la sociedad.

## Escenarios
El escenario principal es el "Colegio militar de Lima", cercano al mar y rodeado de descampados o chacras. La entrada, vigilada por un puesto de guardia, es llamada La Prevención, nombre de la edificación donde son consignados (castigados con reclusión) los cadetes; cerca se halla un patio exterior donde está la estatua del héroe Leoncio Prado. Desde La Prevención se divisan tres bloques de cemento donde están las cuadras de tercero, cuarto y quinto año. Más adentro se halla un estadio, la pista de atletismo y tribunas de madera desvencijadas; también una piscina, ante la cual se alza una construcción sostenida por cuatro columnas, La Glorieta.
Otros escenarios son los barrios de Lima, donde viven los personajes: el distrito de Lince (el Esclavo) y el distrito de Miraflores (Alberto Fernández). También la calle Huatica en el distrito de La Victoria, sede del burdel más famoso.
En las historias alternas del Poeta y del Esclavo se mencionan otras arterias principales de Lima: la avenida Nicolás de Piérola, la avenida Alfonso Ugarte, la avenida Salaverry, así como algunas de las principales plazas capitalinas. El escenario de las historias alternas del Jaguar es el distrito de Bellavista y otros sectores del Callao.

## Estructura
La novela está dividida así:
- Primera parte, subdividida en ocho capítulos rotulados con dígitos romanos;
- Segunda parte, subdividida en ocho capítulos;
- Epílogo.

A la vez cada uno de los 16 capítulos (además del epílogo) está formado por episodios independientes, que se distinguen gráficamente al estar separadas por espacios en blanco.

## Técnica
La trama central y lineal del relato empieza in media res, es decir en plena acción medular de la novela, que se inicia con el robo de las preguntas del examen de química. Sin embargo, el relato no es lineal pues en torno a la trama se intercalan episodios anteriores, relacionados con los principales protagonistas (Ricardo Arana, el Esclavo; Alberto Fernández, el Poeta, y un tercero no identificable hasta que se descubre como el Jaguar). Estos episodios o historias paralelas se remontan a la época en que los cadetes ingresan por primera vez al colegio militar, pero a través de la técnica de analepsis o (flashback) retroceden más en el tiempo, cuando los protagonistas eran niños, en los meses (incluso años) previos a su ingreso al colegio. El relato se desenvuelve en distintas épocas y lugares. Con esta múltiple exposición de sucesos se enriquece la trama central.

## Narradores
Al juego temporal se añaden los narradores y sus diversas perspectivas. El primer narrador identificable es el Poeta Alberto Fernández, con una perspectiva doble: de una parte su visión “desde fuera”, como narrador objetivo, y de otra la transcripción de su monólogo interior. Otro sería el Boa, uno de los cadetes del Círculo, quien con ímpetu instintivo y emocional comenta los hechos desde una perspectiva interior, subjetiva, en forma de flujo de conciencia. También narra Ricardo Arana, el Esclavo, en forma de monólogo interior y el teniente Gamboa, de la misma manera. A veces el Boa cumple la función del narrador, por ejemplo, en el episodio de la expulsión del serrano Cava. Otra perspectiva “desde fuera” correspondería al Jaguar, quien en primera persona relata su vida previa a su ingreso al colegio, aunque manteniendo enigmática su identidad, que se revelará al final.

## Sinopsis
La obra narra las vivencias de los internos del Colegio Militar Leoncio Prado en especial de Alberto Fernández, el Poeta; el Jaguar; Ricardo Arana, el Esclavo; el Serrano Cava, el Boa, el Rulos, el brigadier Arróspide y el Negro Vallano, los cuales cursan el último año de secundaria, primera sección, y están deseosos de salir de una vez de ese hoyo. El más apocado es Arana, por lo que siempre resulta humillado por sus congéneres, por lo que recibe el apodo del Esclavo; es el único que no logra adaptarse, se siente ajeno a todo el colegio a pesar de convivir día y noche con sus compañeros en las aulas y en las cuadras (dormitorios).
Todos los días, los alumnos se levantan temprano para formarse y recibir sus clases. El teniente Gamboa dirige la formación y castiga a los tres últimos en alinearse. El estilo de vida de los internos es pesado y denigrante para algunos. La narración se remonta a tiempo atrás, cuando Alberto Fernández y sus compañeros recién ingresan al colegio para cursar el tercer año de secundaria, y reciben el "bautismo" por parte de los alumnos de cuarto, del que también participan los de quinto. Este "bautismo" consistía en denigrarlos frente a los miembros del colegio como a "perros", apelativo con que se les conocía a los alumnos de grados inferiores. El Jaguar es el único al que no le pueden “bautizar”, pues se opone con violencia e incluso vence en la pelea a un alumno de cuarto. Como el “bautismo” duraba un mes, El Jaguar y los alumnos de su sección deciden formar un "Círculo", para defenderse y vengarse de los alumnos de cuarto año. El "Círculo" es descubierto por el teniente Gamboa y toda la sección es castigada. No obstante, El Jaguar mantiene el grupo, pero reducido a sus tres amigos más cercanos: el serrano Cava, el Rulos y el Boa. Todos ellos, entre otras “hazañas”, roban uniformes para revenderlos, organizan el ingreso de licor y material prohibido en el Colegio (revistas eróticas, cigarrillos, etc.), realizan juegos de dados y naipes, y planifican el robo de las respuestas de los exámenes; la novela empieza en el momento en que se roba el examen de química. Pero el serrano Cava, a quien se le encarga tal misión, no tiene cuidado y rompe el vidrio de una ventana, por lo que los del “Círculo” temen ser descubiertos. Sin embargo, confían en que todos sean discretos y no delaten. Pero esa noche, el Esclavo y Alberto se hallan de imaginarias (guardias por turnos) y se enteran del robo.
Alberto y el Esclavo empiezan a hacerse amigos y se cuentan sus intimidades. El Esclavo deseaba salir el fin de semana para visitar a Teresa, vecina suya, de la que estaba enamorado, pero a la que aún no se atrevía a declararse. Alberto, conocido como el Poeta, era muy solicitado por los cadetes para escribir cartas de amor a las enamoradas y novelitas eróticas, y el Esclavo le pide que le escriba unas cuantas cartas. Durante el examen de química, un papel enrollado con las respuestas del examen cae en la carpeta de Alberto, pero Gamboa lo descubre y ordena al responsable ponerse de pie. El Esclavo se levanta declarándose culpable y Gamboa le confina a no salir el fin de semana. Ese sábado Alberto decide aprovechar su salida para ir donde la célebre “Pies Dorados”, una meretriz del jirón Huatica, en el distrito de La Victoria; se ofrece para llevar una carta del Esclavo para Teresa, quien vivía en el distrito de Lince. Alberto invita al cine a Teresa, y empieza a enamorarse de ella, aunque en el fondo se siente mal por faltarle así a su amigo. Regresa a casa, en Miraflores, a pasar la noche, ya sin ganas de ir donde la Pies Dorados.
Se descubre el robo de las preguntas del examen, y el teniente confina a los alumnos de imaginarias, al Esclavo y Alberto, les impide la salida hasta que descubriesen al responsable. El Esclavo, quien ya tenía una seguidilla de confinamientos, no aguanta más el castigo y en vez de “tirar contra” (salir furtivo del colegio), prefiere delatar al culpable, Cava; este es degradado y expulsado. Dicho castigo era terrible pues el alumno así expulsado perdía todos los años que cursados.
El Jaguar y los demás del Círculo juran descubrir al soplón (delator) y darle un castigo. El Esclavo obtiene permiso para salir del Colegio esa tarde y visitar a Teresa. Alberto siente celos, porque se ha enamorado de Teresa y escapa para adelantarse al Esclavo. Cuando llega donde Teresa se entera de que aún no la había visitado el Esclavo. Alberto aprovecha la ocasión para declarar su amor y Teresa le corresponde. El Esclavo no llega a visitar ese día a Teresa pues sus padres le impiden salir de casa.
La vida en el colegio parece seguir su rutina, pero ocurre un incidente trágico. Durante una salida de prácticas de tiro, hacia un descampado en las afueras del colegio, el teniente Gamboa hace las formaciones para escalar una pequeña elevación de terreno, pero en el momento de la maniobra, un alumno cae desplomado al suelo. Era el Esclavo; nadie lo nota hasta momentos después, cuando lo descubren malherido. Una bala, al parecer de manera accidental, lo había impactado en la cabeza.
El Esclavo es llevado a la clínica del colegio, pero fallece. Se celebran sus exequias ante todo el colegio. Los oficiales explican que el cadete fue víctima de su error, al enredarse con el gatillo de su arma y caer al suelo, disparándose; en realidad ocultan el hecho comprobado de que el disparo había venido de atrás. Sospechan un error en las maniobras y responsabilizan a Gamboa y a los otros oficiales por no ser cuidadosos, pero a fin de evitar un escándalo, mantienen la tesis oficial del error del cadete.
Toda la sección queda impactada. Alberto no cree en la versión oficial, sospecha que fue una venganza del Círculo, por lo de la delación del robo. El hecho de que el Jaguar se hallara justo detrás del Esclavo al momento de las maniobras le convence más. Atormentado, sale del colegio y se dirige donde Teresa, a quien cuenta el triste suceso; ella, confundida ante tal noticia, se limita a responderle que conocía muy poco a Ricardo, pese a que era su vecino, y trata de consolar a Alberto, preguntándole qué otra cosa más le preocupaba. Alberto se molesta con Teresa, la cree indiferente ante la muerte de su amigo, y terminan peleando. Al final Alberto se despide de Teresa, con el presentimiento de que ya no volvería a verla.
Alberto visita al teniente Gamboa en su domicilio y acusa al Jaguar del asesinato del Esclavo. A la vez, delata el tráfico de licor y cigarrillos, los juegos de dados y el robo de uniformes que el Círculo realiza a escondidas en las cuadras. Gamboa trata de llevar el caso a una real investigación; empieza por encerrar al Jaguar en un calabozo de la Prevención, y realiza una inspección en las cuadras, donde comprueba lo dicho por Alberto, pero en cuanto a la acusación de asesinato, no prospera por falta de pruebas. Alberto insiste en su denuncia; entonces el oficial de mayor graduación, un coronel, le llama a su oficina y le exige que deje de insistir pues de lo contrario su versión sería rebatida, ya que la inspección realizada en las cuadras sacó también a luz sus muy solicitadas “novelitas eróticas”, lo que demostraría su gran imaginación y su nula confiabilidad como testigo. Además, sería expulsado por pervertido sexual y ningún colegio lo recibiría. Alberto declina y es recluido en el calabozo donde estaba El Jaguar, a la espera de la orden del teniente para enviarlo de regreso a la cuadra. El Jaguar y Alberto discuten. El Jaguar niega ser el asesino del Esclavo; Alberto confiesa que le acusó ante el teniente. Ambos se agarran a golpes, lleva Alberto la peor parte. Luego de pasar por la enfermería, regresan a la cuadra.
Toda la sección, encabezada por el brigadier Arróspide, cree que el Jaguar fue quien delató lo del licor y los cigarrillos, y se vuelven en su contra; varios alumnos lo rodean y lo golpean con brutalidad. El Jaguar no delata a Alberto como el soplón, pero se siente muy mal al verse tratado así por sus compañeros a quienes desde un inicio había enseñado a defenderse de los abusos de los mayores. Debido a su insistencia en la investigación de la muerte, el teniente cae en desgracia ante sus superiores, quienes deciden enviarlo a una base remota en Juliaca, donde no podrá insistir más sobre el caso. Antes de su partida, el Jaguar le entrega a Gamboa un escrito donde confiesa que mató al Esclavo, creyendo que con esa confesión el teniente sería rehabilitado, pero este le responde que ya es tarde, pues el Ejército había decidido que la muerte fue accidental a fin de evitar un escándalo. Antes de irse, Gamboa le pide al Jaguar que cambie de actitud y saque algún provecho de lo sucedido.
Tiempo después de terminar el colegio, Alberto, quien ya se ha olvidado de Teresa, se prepara para ir a los Estados Unidos a medida que los recuerdos del Colegio Leoncio Prado van haciéndose más distantes e impersonales. Conoce a una nueva integrante de su barrio, Marcela y se enamora. El Jaguar consigue un empleo y se reencuentra con su amor de la infancia, Teresa (la misma que fuera enamorada fugaz del Esclavo y de Alberto), con quien contrae matrimonio, cambia así la imagen que el lector se había hecho del Jaguar, convirtiéndose en un personaje más complejo. Lo singular del relato es que a lo largo de él se intercala la historia del Jaguar previa a su entrada en el Colegio Militar, aunque sin mencionar su apelativo; y solo al final el lector poco atento a los detalles de la historia se entera de que se trata del mismo.

## Personajes principales

### Alberto Fernández, el Poeta
Alberto Fernández cursa el último año en el colegio militar Leoncio Prado (primera sección del quinto año), en donde es conocido como el Poeta por su destreza para escribir novelitas pornográficas y cartas de amor a cambio de dinero y cigarrillos. Es de tez blanca y vive en el barrio de Miraflores.
Alberto apenas era un niño cuando entró al colegio y venía de una familia desintegrada. Como a la mayoría, le costó acostumbrarse al nuevo estilo de vida que le imponía la institución.
El Poeta, al igual que los demás estudiantes leonciopradinos, debe asumir una doble identidad: dentro del colegio, como él mismo declara, debe mostrarse insensible, rudo y hosco, y no siendo un buen peleador, se las ingeniaba para no involucrarse en riñas, de esta manera evitaba que lo “fregaran”, lo que en el lenguaje de los leonciopradinos implicaba desde bromas de mal gusto hasta abusos sexuales. Por otro lado, fuera del colegio, con sus amigos, el Bebe, Emilio, Tico y Pluto, su comportamiento era muy diferente: con ellos no tenía que mostrarse insensible o arisco, ya que con ellos no se enfrentaba a situaciones estresantes ni violentas.
A pesar de ser muy diferentes, Alberto llega a convertirse en el único amigo de Ricardo (el Esclavo), sin embargo, se enamora de Teresa, el interés amoroso de Ricardo, demostrando así la poca valoración que le daba en ese entonces a la amistad que mantenía con el Esclavo.
En una práctica de tiro realizada en la institución, el Esclavo muere a causa de un disparo. Alberto asume que su muerte fue una venganza contra el Esclavo por haber delatado al serrano Cava por el robo de un examen. Luego de lo sucedido, Alberto siente la necesidad de encontrar el culpable de la muerte de su amigo, para lograrlo confiesa todos los actos no permitidos dentro del colegio (fumar, beber alcohol, etc.) lo cual le produce una serie de conflictos con el Jaguar.

### El Jaguar
Proveniente del distrito chalaco de Bellavista, el Jaguar es un joven de temperamento fuerte, ágil y valiente, cuyo carácter se fue formando por el contexto social bajo en el que se desenvolvía. Al entrar en el colegio militar demuestra su personalidad imponente al no permitir que lo bauticen, rompiendo así con la tradición del alumnado. Él mismo se autodenomina el Jaguar, por su agilidad para esquivar los golpes y su destreza para darlos. A partir de esta denominación, El Jaguar toma la iniciativa de agrupar a sus compañeros en el “Círculo” con el objetivo de imponer un espíritu de lucha y audacia ante la violencia e injusticia en la que vivían.
Dentro de este ambiente El Jaguar juega un rol muy importante, toda la vivencia dentro del Colegio Militar hace que este joven ante cualquier problema que se le presente utilice todos los medios que posee para defenderse. El Jaguar no se rinde ante ninguna situación, mostrando así su sentimiento de superioridad ante los demás; no se deja pisotear por nadie, ejerciendo así el control de poder que tiene ante sus compañeros.
El Jaguar está presente a lo largo de toda la obra, no solo en la trama central ambientada en el Leoncio Prado, sino en diversos relatos que se intercalan a lo largo de ella; pero su identidad no queda clara al principio: es un adolescente que narra en primera persona su vida previa a su entrada al colegio militar, cuando vive con su madre en una modesta casa cerca de la plaza de Bellavista y asiste al colegio 2 de Mayo del Callao; cuenta también sus intentos de enamorar a su vecina, una chica de su edad llamada Teresa, a quien suele visitar a la salida de su colegio (el Rosa de Santa María); relata también la manera en que, influido por malas compañías, termina dedicándose al robo; luego huye de su casa y pasa a vivir con sus padrinos, quienes finalmente lo envían al Colegio Militar. En la última parte de la novela se desvela el misterio de este muchacho: se trata del mismo Jaguar, quien así se hace dueño de la historia y termina casándose con Teresa, su amiga y enamorada de infancia. Podría definirse así como el héroe de la novela.

### Ricardo Arana, el Esclavo
Es uno de los personajes protagónicos de la novela. Este personaje se caracteriza por su actitud sumisa y dócil, producto de una infancia en la cual las mujeres fueron elemento decisivo. Debido a esto, su padre, un hombre autoritario, decide enviarlo al Colegio Militar Leoncio Prado donde recibe un gran bautizo en presencia de sus compañeros con la intención de convertirlo en “hombre”.
Dentro de este internado, donde imperaba la ley del más fuerte, Ricardo recibe el sobrenombre del Esclavo, ya que toma el rol de víctima ante sus compañeros.
Pese a la pasividad de este personaje, se evidencia también su lado sentimental al demostrar el gran cariño que secretamente guardaba por Teresa, una muchacha que conoció antes de entrar al colegio. Sin embargo, un trágico destino le deparaba al Esclavo, puesto que muere de un disparo en la cabeza, es posible que fuera un asesinato del Jaguar a modo de venganza. Este suceso es encubierto por las autoridades del plantel, ya que su prioridad era mantener el prestigio de la institución.

### Teresa
Es el personaje femenino más importante de la novela. El autor revela a Teresa como una muchacha complaciente, pulcra y delicada, proyectando así ser un icono de perfección femenil en la vida de los tres personajes principales (el Esclavo, el Jaguar y el Poeta). Llega a ser el interés amoroso de ellos en determinadas partes de la obra.
Todos tienen puntos en común a pesar de las diferencias socio-económicas y culturales y es debido a que están basadas en la esencia humana, esto es lo que Mario Vargas Llosa en su libro La ciudad y los perros quiere comunicar por medio de Teresa. Coinciden en anhelar lo que no tienen, en el deseo de ser amados, en la necesidad de espiritualidad, entre otros.
Vargas Llosa resalta la dimensión humana, siendo esta más relevante que lo físico y lo económico. Al mostrar a Teresa como una persona digna y limpia a pesar de estar sumida en la pobreza, recalca que no se pierde la humanidad por la falta de recursos.
Para los protagonistas que se enamoran de Teresa, ella representa lo que ellos tuvieron que dejar para sobrevivir en el colegio militar. Para el Esclavo, la paz que anhelaba tras una vida dura y cruel. Para el Poeta, la inocencia perdida cuando es obligado a entrar al colegio. Y para el Jaguar, la vida doméstica que nunca tuvo.
Al comenzar la obra, el escritor nos relata la obsesión del Jaguar por Teresa y todo lo que hace a causa del amor que siente por ella. De pequeño, este personaje (el Jaguar) siempre ansiaba estar junto a ella, la buscaba para estudiar y la perseguía en su camino al colegio constantemente.
Más adelante, perdiendo de vista al Jaguar aparece el Esclavo. Este, inocente, pretendía a Teresa. Luego, a causa del Esclavo, El Poeta conoce a Teresa y de igual forma comienza a verla como los otros. Tan perfecta, tan pura (a pesar de saber que era el interés de su mejor amigo). Pero tras la muerte del Esclavo notamos que estas ilusiones afectivas hacia Teresa son desechadas.
Al final, los caminos de Teresa y del Jaguar se juntan otra vez. Este, tras abandonar el colegio militar vuelve a encontrarla y le propone matrimonio. Teresa acepta.

## Personajes secundarios

### El Boa
El Boa, debido a su actitud feroz y gran fuerza, es otro de los miembros del grupo selecto de quinto año conocido como El Círculo, conformado por los matones del colegio. Su apodo, que detesta, viene del tamaño de su miembro viril. Boa también es uno de los narradores de la historia, uno de los únicos dos en primera persona.
Boa es el mejor amigo del líder del Círculo, el Jaguar. Boa es fiel a su amigo y cumple todas sus instrucciones a pesar de no siempre concordar con ellas debido a que confía en que la inteligencia y temeridad de su amigo siempre prevalecerá. Es el único que defiende al Jaguar cuando toda el aula acusa a este de soplón, y termina agarrándose a golpes con el brigadier Arróspide.
Boa considera vital siempre demostrarse brutal y violento debido a que la naturaleza del colegio premia esas cualidades y crea un sistema en el cual el que no domina es dominado. A pesar de vivir en un universo tan severo y salvaje, Boa tiene una amiga, la perra Malpapeada que es la mascota del colegio. Él admira la fidelidad que presenta este animal, convirtiéndose en un escape del mundo en el que se encuentra sumergido, es por eso que su vida gira en torno a ella, como una forma de liberación y transmisión de sensaciones de protección y calor que brinda la inocente criatura. Una interpretación común es que Malpapeada representa al Boa y su relación con la perra es paralela a su relación con el Jaguar, ya que el Boa se mantiene leal y amigable con el Jaguar sin importar qué ocurra o qué abusos este le haga, tal como la Malpapeada hace con el Boa.

### Porfirio Cava, el Serrano
Porfirio Cava es otro de los integrantes del Círculo. Es apodado el Serrano por ser oriundo de la sierra; también le dicen el Cholo. Una característica física peculiar suya era que le crecían pelos en toda la frente, que debía afeitarse siempre, lo que era motivo de la burla de sus compañeros. Después del Jaguar, era el que más batía al Esclavo y a algunos profesores, como a Fontana, el profesor de francés. Era de los pocos alumnos de real vocación militar y su sueño era ser oficial de artillería. Fue el encargado del robo de las preguntas del examen de Química, pero en su nerviosismo rompe un vidrio de la ventana por donde entra a cometer la fechoría. Sus amigos del Círculo lo increpan y lo califican de bruto. Delatado por el Esclavo, es degradado en público y expulsado, pierde todos los años cursados en el colegio y vuelve a su tierra. «Los serranos tienen mala suerte, les ocurre lo peor. Es una suerte no haber nacido serrano», reflexiona el Boa.

### El teniente Gamboa
El teniente Gamboa, tutor de la primera sección, es el encargado de que todo fluya de manera correcta. Desarrolla un papel muy importante dentro de la institución puesto que debe ser modelo y ejemplo para los cadetes, y además el primero en corregir cualquier anomalía dentro de dicha institución. Su método de enseñanza se basaba en una severísima disciplina militar, esta actitud siempre hostil le otorga el respeto que necesita para dirigir esta sociedad en la que prevalece la ley del más fuerte. A pesar de ser cruel con los cadetes, la mayoría de estos (como el Jaguar) lo respetan y admiran por su valentía e historia de combate. A diferencia de la mayoría de los otros oficiales del colegio, Gamboa es un militar devoto que cree en la disciplina, la jerarquía y el honor del ejército.
Al ocurrir la muerte de Ricardo Arana (el Esclavo), a causa de un supuesto accidente, Gamboa recibe una confidencia del cadete Alberto Fernández, quien le asegura que el Jaguar había asesinado al Esclavo. Frente a tal acusación, Gamboa trata de comportarse siguiendo sus principios y realiza un informe sobre el suceso para sus autoridades, pero estas prefieren mantener la tesis del accidente para evitar un escándalo que pudiera comprometerlos. Después de interrogar al Jaguar, Gamboa se da cuenta de que es culpable e insiste en una investigación, lo que causa que lo destituyan y lo envíen a una base olvidada de la ciudad de Juliaca.
Al ver esto, el Jaguar le confiesa que mató al Esclavo y le pide que lo informe a sus superiores para recuperar su carrera, pero Gamboa le dice que ya es demasiado tarde para eso y que él tiene que cambiar su actitud y «sacarle algún provecho a todo esto». La partida de Gamboa tiene un profundo efecto en el Jaguar, quien se siente culpable y lo lleva a cambiar su vida.

### El Rulos
El Rulos es otro de los integrantes del Círculo, es decir, de los matones de la primera sección del 5.º año. Se divierte fastidiando al Poeta y algunos creían que lo hacía por envidia. Cuando toda el aula se abalanza sobre el Jaguar, acusándolo de ser el soplón, El Rulos huye y deja desamparado a su amigo. Por esa razón se enemista con el Jaguar, con quien no vuelve a hablar.

### El brigadier Arróspide
Arróspide es el brigadier de la sección y, junto al Poeta, de los pocos “blanquitos” miraflorinos del Colegio, y los únicos de su sección. Era un estudiante muy dedicado, un “chancón”, por lo que lo eligieron brigadier tres años consecutivos. Es quien encabeza a toda el aula contra el Jaguar, gritándole a coro “soplón”.

### Raúl “el Negro” Vallano
Vallano es un cadete de origen afroperuano; todos lo llaman el Negro, apelativo que en el Perú no es ofensivo a no ser que se diga en un tono despectivo. Se siente orgulloso de lucir el uniforme de cadete en las salidas, pues a decir de él, «el uniforme atraía a las hembritas». Él es quien aconseja a los de su cuadra a visitar a la Pies Dorados, la meretriz del jirón Huatica. Suele tener duelos verbales con el Poeta, pero este le gana siempre.

### La Pies Dorados
La Pies Dorados es el apelativo de una prostituta que atendía en la zona roja de Lima, el jirón Huatica, del distrito de La Victoria. Era una mujer menuda, de cabellos rubios rizados y de piel muy tersa y clara. Su apodo peculiar derivaba por el hecho de que tenía los pies pequeños, blancos y cuidados. Se convierte en la preferida de los cadetes de la primera sección del 5.º año. Cobraba 20 soles y muchos cadetes hacían todo lo posible para juntar esa suma e ir a visitarla los fines de semana, entre ellos el Poeta, que reunía el dinero vendiendo sus novelitas eróticas y escribiendo cartas de amor a pedido. A decir del escritor, la Pies Dorados es el único personaje de la vida real que ha sido reproducido fielmente en la novela, comenzando por su apelativo.

### Paulino
Paulino, a quien le dicen el Injerto por parecer un mestizo de japonés, negro y cholo, atendía el kiosco La Perlita, situado cerca del muro posterior del colegio; allí vendía golosinas y bebidas. Se dedicaba también a introducir en el colegio cigarrillos y pisco, mercadería que ocultaba y revendía a precio subido. Los fines de semana, algunos alumnos se reunían en La Perlita para tomar y fumar. Paulino era homosexual y en una de las escenas de la novela se lo describe haciendo sexo oral a un grupo de alumnos, con la promesa de dar premios (diez soles y un botellón de pisco) a quienes “duraran” más.

### Otros personajes
- El capitán Garrido es el superior inmediato del teniente Gamboa y su amigo más cercano en el colegio; también es el único que lo apoya en la investigación de la muerte de Arana y el único oficial que lo despide tras su expulsión del colegio. Él es quien encuentra a Ricardo Arana tirado en el cerro y herido por un disparo durante la campaña de práctica. Es descrito así: «… un hombre alto, de piel pálida, algo verdosa en los pómulos. Le decían Piraña porque, como esas bestias carnívoras de los ríos amazónicos, su doble hilera de dientes enormes y blanquísimos desbordaba los labios, y sus mandíbulas siempre estaban latiendo.»
- El teniente Huarina. «Pequeño, enclenque, sus voces de mando inspiraban risa, sus cóleras no asustaban a nadie, los suboficiales le entregaban los partes sin cuadrarse y lo miraban con desprecio». Él es uno de los oficiales a cargo de la primera división de quinto año, pero su autoridad es ignorada en presencia de la del teniente Gamboa. Es a él ante quien el Esclavo denuncia al serrano Cava como el autor del robo del examen de química, pero Huarina se atribuye él solo el mérito del descubrimiento. Cuando Gamboa es trasladado a Juliaca debido a su insistencia en investigar el supuesto homicidio de Ricardo Arana, Huarina toma su lugar, esperando (y fallando en) ganarse el respeto de los estudiantes.
- El suboficial Pezoa, «un mestizo pequeño y musculoso, de grandes fauces carnívoras. Juega muy bien al fútbol y su patada es violentísima». Los cadetes insolentes lo apodan Rata, ya que siempre se encarga (con gran placer) de repartir los castigos a los cadetes. Es el personaje más odiado de todo el colegio.
- El suboficial Joaquín Morte, acompaña al suboficial Pezoa.
- El teniente de servicio Pedro Pitaluga, amigo y compañero de Gamboa desde los días de la escuela militar.
- El comandante Altuna, hombre alto y corpulento; era un personaje «silencioso y huidizo, rara vez se lo veía por las cuadras o las aulas».
- El coronel, director del colegio, un hombre bajo y muy gordo, que «tenía los cabellos casi blancos y usaba anteojos; tras los cristales se velan unos ojos grises, hundidos». Es quien convence al Poeta para que desista de su denuncia sobre el supuesto asesinato del Esclavo.
- El mayor: tercero al mando, aparece cuando el teniente Gamboa y el Capitán Garrido presentan el parte sobre la muerte del cadete Arana y es el que pasa el informe sobre el comportamiento ante sus superiores sobre el teniente Gamboa.
- El profesor de Química, un hombre escuálido y cohibido.
- Fontana, el profesor de francés. Según el mismo autor, este personaje se inspira en el poeta César Moro, que en efecto fue profesor del colegio Leoncio Prado.[8] Por sus maneras finas y su voz aterciopelada es calificado de "marica" por los alumnos; los más insolentes lo escupen mientras está de espaldas en la pizarra o hacen ruido con hojillas de afeitar mientras da la lección. Fontana soporta estoico y nunca llama al oficial de guardia para que imponga el orden, a excepción de una vez, cuando el teniente Gamboa intervino, experiencia de la que quedó avergonzado.
- El capellán del colegio es un cura rubio y jovial, que pronuncia sermones patrióticos, predicando el amor a Dios y a la patria. Sin embargo, no se oponía a las diferentes agresiones que se presentaban en el colegio.

Los personajes de las historias alternas:
- Los amigos y familiares del Poeta: sus padres, sus amigos el Bebe, Emilio, Tico y Pluto, su enamorada Marcela, entre otros.
- Los amigos y familiares del Jaguar: su madre Domitila, su amigo el Flaco Higueras (quien lo introduce en el mundo de la delincuencia), sus compañeros ladrones, sus padrinos que lo acogen, entre otros.
- Los padres del Esclavo Ricardo Arana.
- La tía de Teresa.

## Polémica
Suele decirse que la novela tiene carácter autobiográfico, pero lo más exacto sería decir que la novela es una ficción inspirada en las vivencias del escritor durante su paso, por dos años, en el colegio Leoncio Prado. El mismo Vargas Llosa deja este punto en claro en sus memorias:

La mayor parte de los personajes de mi novela La ciudad y los perros, escrita a partir de recuerdos de mis años leonciopradinos, son versiones muy libres y deformadas de modelos reales y otros totalmente inventados.

Es inevitable, sin embargo, que en la novela se aludan a situaciones reales vividas por el escritor en dicho colegio (algunas de las cuales explica en sus memorias), pero no debe tomarse como una crónica veraz y minuciosa. No obstante, desde el momento de su publicación en el Perú, la novela ocasionó escándalo, en especial entre los miembros de la comunidad leonciopradina, que consideraron que la obra denigraba a su institución educativa, hasta entonces muy prestigiosa. 
Muchos altos miembros de las fuerzas armadas consideraron que la obra manchaba al ejército. La escena homosexual de Paulino con algunos cadetes fue sin duda la que más escándalo motivó, junto con el supuesto bestialismo practicado por algunos alumnos con gallinas y con la perra Malpapeada, al ser vistos como prácticas aberrantes, o según el decir coloquial, “cochinadas”. El general José Carlos Marín, uno de los fundadores del Colegio, llegó a decir que la obra era «un instrumento por el cual se ataca a las instituciones armadas, táctica típica del comunismo».
No se ha confirmado, sin embargo, si llegó a producirse la ya legendaria quema de los ejemplares de la novela por obra de los militares en el patio del colegio.

## Crítica
En la obra, Vargas Llosa se adentra en la situación social, económica y política de su país. Los personajes de la novela proceden de distintos ámbitos sociales y reflejan el microcosmos de una sociedad —Lima y el Perú de los años 1950— bajo cuya fachada hierven odios y prejuicios de todo tipo, en especial el racial (“blancos”, “indios”, “cholos” y “negros”, enfrentados), el regional (costeños, serranos y selváticos) y el socioeconómico. Se vislumbra la animadversión del escritor hacia el militarismo brutal y antidemocrático. Como fiel escritor de la nueva literatura latinoamericana, Vargas Llosa utiliza un lenguaje crudo y un humor negro para lograr el efecto de crítica que pretende dejar en los lectores.
Su técnica de los "vasos comunicantes" se usa por vez primera en esta novela, con gran maestría. Esta técnica, como la define el mismo autor, consiste en asociar dentro de una narrativa situaciones que ocurren en tiempos o lugares distintos, para fundirlos y hacer surgir de ellos una nueva vivencia, distinta de la que existiría si se hubieran narrado los episodios por separado. Es por ello que esta obra está contada en diferentes tiempos, que en ocasiones pueden hacer perder al lector lo que había pasado hasta ese momento, aunque le da un característica vanguardista al relato.
Pero la mayor ambigüedad de la novela radica en la muerte del cadete Arana, el Esclavo. A pesar de que el Jaguar, al final de la novela, se responsabiliza de su muerte, queda siempre un hálito de duda. Al respecto ha contado el escritor:

Yo fui a México a ver a un gran crítico francés, que dirigía la comisión de literatura de Gallimard. Él había leído mi novela y yo fui a verlo en su oficina de la Unesco. Me dijo que le gustó mucho el personaje del Jaguar porque se atribuye un crimen que no cometió para reconquistar su autoridad sobre sus compañeros. Yo le dije: “el Jaguar sí cometió ese crimen”. Entonces, me miró y me dijo: “Usted se equivoca. Usted no entiende su novela. Para el Jaguar, perder el liderazgo era una tragedia infinitamente superior a la de ser considerado un criminal”. (Su versión) me convenció; aunque cuando escribí la novela yo pensé que sí lo había matado.

El autor rescató la importancia de la verdad del lector sobre la verdad del autor: «Un escritor no tiene la última palabra sobre lo que escribe. Creo que es un gran error preguntarle a un autor cómo es esto o lo otro», explicó. Es por eso que desde entonces ha tratado de mantener la duda sobre la responsabilidad del Jaguar en el crimen, aduciendo que sus personajes «tomaron su propia vida, [y] se me fueron de las manos».

## Importancia
La aparición de La ciudad y los perros marcó un hito en el desarrollo de la novela hispanoamericana, significando la superación del regionalismo narrativo, en boga entonces en el ámbito latinoamericano, y de la novela social, preponderante aún entre los autores españoles. Además, abrió las puertas de la industria editorial ibérica a muchos autores latinoamericanos, iniciando el boom latinoamericano. En el transcurso de pocos años, escritores de la talla de Gabriel García Márquez, Julio Cortázar, José Donoso, Carlos Fuentes y Guillermo Cabrera Infante se harían conocidos en el mundo.
Fue incluida en la lista de las 100 mejores novelas en español del siglo XX del periódico español El Mundo.

## Entre la realidad y la ficción
Vargas Llosa siempre ha mencionado en la necesidad de inspirarse en personas de la vida real y su interrelación con ellas al momento de escribir sus novelas, aunque en el transcurso de su redacción tienda a deformar al personaje; ésta no ha sido la excepción. El Poeta, Alberto Fernández Temple, como es obvio, se inspira en sí mismo, aunque hay que señalar que las facetas de otros personajes, como la del Esclavo, también se inspiran en su vivencia. Por ejemplo, la relación tormentosa del Esclavo con un padre violento y vociferante, que maltrata a su madre y llega incluso a abofetearle, se inspira en su experiencia familiar propia.
El escritor limeño Sergio Vilela ha profundizado más en esta tarea apasionante de identificar quiénes fueron las personas de la vida real que inspiraron al escritor los esbozos de los personajes de su novela. Vargas Llosa le hizo la confesión de que el personaje del Jaguar fue inspirado en un cadete de apellido Bolognesi, un joven burlón y peleador, a quien ya había mencionado en sus memorias. El Esclavo fue inspirado en otro muchacho de apellido Lynch, un cadete muy callado y tranquilo, es probable que se el mismo al que menciona en sus memorias como “el Huevas Tristes”.
Con esos datos, Vilela se adentró a investigar revisando los archivos del colegio y entrevistando a los antiguos cadetes compañeros de Vargas Llosa. De esas pesquisas sacó a la luz la identidad de aquellos: El Jaguar (cuyo nombre en la ficción jamás es mencionado) resultó llamarse Estuardo Bolognesi Cedrón, bisnieto del héroe del morro de Arica, y cuyo apodo era “el Loco”. A diferencia de su heroico bisabuelo, Estuardo no siguió la carrera militar y terminó en una importante empresa de seguros; falleció en un accidente automovilístico, en 1974. El Esclavo (en la ficción, Ricardo Arana) resultó ser Alberto Lynch Martínez, apodado “el Nene”, o más despectivo, “el Huevas”, quien, al momento de publicarse el libro de Vilela, vivía en Houston, Estados Unidos, dedicado a los negocios y desarraigado de su patria.
Teresa, uno de los pocos personajes femeninos, se inspira en Teresa Morales, la que fuera la primera enamorada del escritor (en 1952); vivía en Miraflores, muy cerca de la casa del adolescente Mario.

## Adaptaciones

### Cinematográficas
Una adaptación cinematográfica de la novela fue dirigida por el peruano Francisco José Lombardi y estrenada en 1985. El guion fue escrito por Vargas Llosa y por José Watanabe. En el reparto figuraron los actores Pablo Serra (el Poeta), Gustavo Bueno (el teniente Gamboa), Luis Álvarez (el coronel), Juan Manuel Ochoa (el Jaguar), Eduardo Adrianzén (el Esclavo), Aristóteles Picho (El Boa), entre otros. Es considerada como una de las mejores cintas de Lombardi y una de las emblemáticas del cine peruano.
Otra película inspirada en la novela fue Jaguar, dirigida por el chileno Sebastián Alarcón en 1986. Fue producida en la Unión Soviética.

### Teatral
En 1982 se estrenó en Madrid una adaptación teatral de la novela, bajo la dirección de Edgar Saba y protagonizada por Antonio Banderas. En 2012, la adaptación fue montada en Lima, Ciudad de México y Santiago de Chile.